# Gasljus (film, 1940)
Gasljus (engelska: Gaslight) är en brittisk thrillerfilm från 1940 i regi av Thorold Dickinson.
I huvudrollerna ses Anton Walbrook och Diana Wynyard samt Frank Pettingell. 
Filmen följer pjäsen på vilken den bygger, Patrick Hamiltons Gas Light från 1938, närmare än vad den mer kända MGM-filmatiseringen från 1944 gör. 
Pjäsen hade spelats på Broadway under titeln Angel Street.

## Handling
20 år efter det att ett mord begåtts på den äldre kvinnan Alice Barlow av en okänd gärningsman, i jakt på hennes rubiner, flyttar det nygifta paret Paul och Bella Mallen in i det övergivna huset vid Pimlico Square i London. Bella börjar dock snart att flytta på mindre föremål i huset, som tavlor från väggarna, och Paul får henne att börja tro att hon håller på att förlora förståndet. En man i området, den tidigare polismannen B. G. Rough som var inblandad i den ursprungliga mordutredningen, börjar hysa misstankar om att Paul kan ha haft någonting med det hela att göra.

## Rollista (urval)
- Anton Walbrook – Paul Mallen
- Diana Wynyard – Bella Mallen
- Frank Pettingell – B. G. Rough
- Cathleen Cordell – husan Nancy
- Robert Newton – Vincent Ullswater
- Minnie Rayner – Elizabeth, kokerskan
- Jimmy Hanley – Cobb
- Marie Wright – Alice Barlow
- Aubrey Dexter – fastighetsmäklare
- Mary Hinton – Lady Winterbourne
- Angus Morrison – pianist
- Katie Johnson – Alice Barlows jungfru